# Günter Klausch
Günter Klausch (* 13. November 1944; † 1. Februar 2018) war Fußballspieler im Bereich des DDR-Fußball-Verbandes (DFV). In der Oberliga, der höchsten Spielklasse des DFV, spielte Klausch für den SC Chemie Halle und den 1. FC Union Berlin.

## Sportliche Laufbahn
Klausch begann seine Laufbahn als Fußballspieler 1952 in der Kindermannschaft der Betriebssportgemeinschaft (BSG) Aufbau Jüterbog. Dort spielte zuletzt in der drittklassigen Bezirksliga Potsdam. Im Sommer 1962 gehörte Klausch zum Kader der DDR-Junioren-Nationalmannschaft. Am 16. September 1962 bestritt er als Einwechselspieler in der Begegnung Polen – DDR (3:1) sein einziges Junioren-Länderspiel. 1963 wurde er mit Jüterbog Bezirksmeister und nahm an den Aufstiegsspielen zur DDR-Liga teil. Seine Mannschaft erreichte den Aufstieg jedoch nicht. Anschließend wurde Klausch zum Oberligisten SC Chemie Halle delegiert. Auf seinen ersten Oberligaeinsatz musste er bis zum 18. Spieltag warten. Am 26. April 1964 wurde er in der Begegnung SC Chemie – Turbine Erfurt (3:1) erstmals als Linksaußenstürmer eingesetzt. Auf dieser Position spielte er bis zum Saisonende insgesamt siebenmal, kam aber zu keinem Torerfolg. Seine Einsätze hatte er dem Ausfall des bisherigen Linksaußen Rainer Topf zu verdanken. Die Hallenser beendeten die Saison 1963/64 als Absteiger, sodass Klausch anschließend in der zweitklassigen DDR-Liga spielen musste. Nach einem Jahr kehrte die Mannschaft wieder in die Oberliga zurück, Klausch war aber erneut nur Ergänzungsspieler. Wieder kam er nur auf sieben Oberligaeinsätze und blieb auch diesmal ohne Torerfolg.
In der Saison 1966/67 wurde Klausch bis zum Oktober 1966 nicht in der Oberliga eingesetzt, im November wurde er für 18 Monate zum Armeedienst eingezogen. Während dieser Zeit spielte er für die Armeesportgemeinschaft Vorwärts Meiningen in der DDR-Liga. Nach seiner Entlassung aus der „Nationalen Volksarmee“ kehrte Klausch nicht wieder nach Halle zurück, sondern schloss sich dem Oberligisten und DDR-Pokalgewinner 1. FC Union Berlin an. Bei den Ost-Berlinern wurde er bereits in seiner ersten Spielzeit 1968/69 als linker Außenstürmer mit 23 Oberligaeinsätzen zum Stammspieler. Nach Abschluss der Saison erlebte Klausch seinen zweiten Oberligaabstieg. Mit 29 DDR-Liga-Einsätzen und fünf Punktspieltoren hatte er entscheidenden Anteil an der sofortigen Rückkehr ins Oberhaus, wo er bis 1973 seinen Stammplatz auf der linken Angriffsseite in der 1. Mannschaft behaupten konnte. Im Sommer 1973 standen die Unioner erneut als Absteiger fest, und der 29-jährige Klausch musste seine letzte Saison beim 1. FC Union erneut in der Zweitklassigkeit bestreiten. Er bestritt alle 22 DDR-Liga-Punktspiele und sechs der acht Aufstiegsspiele.
Nach 171 Pflichtspielen für den 1. FC Union Berlin, darunter 97 Oberligaspiele mit sechs Toren, wechselte Klausch mit Beginn der Saison 1974/75 zum DDR-Liga-Aufsteiger BSG Stahl Finow und blieb dort bis zum Abstieg in die Bezirksliga 1977. Danach beendete Klausch 32-jährig seine Laufbahn als Leistungssportler. Anschließend war er als Freizeitfußballer bei den Ost-Berliner Sportgemeinschaften Sparta Lichtenberg und SV Buchholz aktiv. In Buchholz war er später auch als Trainer tätig.